# 尼子氏 (外様衆)
尼子氏（あまごし）は、近江国尼子郷を本拠地とした武家。室町幕府の外様衆として京都で活動した。出雲国の尼子氏と同族。

## 概要
出雲国の尼子氏は明応の政変以前段階では京都での活動は見えないので、それ以前に活動が見られる外様衆としての尼子氏は近江国を本拠とした系統である。尼子刑部少輔秀久は足利義持から近江国尼子郷を安堵されており、尼子高久の子であると考えられる。
長禄2年（1458年）に足利義政に供奉している宮内少輔国貞がいる。
足利義凞の大将拝賀に帯刀として供奉している宮内少輔長綱が見え、国貞の子と考えられる。
永正7年（1510年）には足利義稙から「近江敵退治」に出陣するよう命じられた佐々木一族の中に佐々木尼子刑部少輔が見え、近江尼子氏（外様衆尼子氏）の出身であると考えられるが、その後の近江尼子氏と幕府との関係については不明である。